# Emre Sakçı
Hüseyin Emre Sakçı (Esmirna, 15 de noviembre de 1997) es un deportista turco que compite en natación.
Ganó una medalla de plata en el Campeonato Mundial de Natación en Piscina Corta de 2024, una medalla de oro en el Campeonato Europeo de Natación de 2024 y tres medallas en el Campeonato Europeo de Natación en Piscina Corta, entre los años 2019 y 2023.
En diciembre de 2021 estableció una nueva plusmarca mundial de los 50 m braza en piscina corta con un tiempo de 24,95 s.

## Palmarés internacional
| Campeonato Mundial en Piscina Corta | Campeonato Mundial en Piscina Corta | Campeonato Mundial en Piscina Corta | Campeonato Mundial en Piscina Corta |
| Año                                 | Lugar                               | Medalla                             | Prueba                              |
| ----------------------------------- | ----------------------------------- | ----------------------------------- | ----------------------------------- |
| 2024                                | Budapest (Hungría)                  | Medalla de plata                    | 50 m braza                          |
| Campeonato Europeo                  |                                     |                                     |                                     |
| Año                                 | Lugar                               | Medalla                             | Prueba                              |
| 2024                                | Belgrado (Serbia)                   | Medalla de oro                      | 50 m braza                          |
| Campeonato Europeo en Piscina Corta |                                     |                                     |                                     |
| Año                                 | Lugar                               | Medalla                             | Prueba                              |
| 2019                                | Glasgow (Reino Unido)               | Medalla de plata                    | 50 m braza                          |
| 2021                                | Kazán (Rusia)                       | Medalla de plata                    | 50 m braza                          |
| 2023                                | Otopeni (Rumania)                   | Medalla de bronce                   | 50 m braza                          |